# 八時間労働制
八時間労働制（はちじかんろうどうせい）は、労働者の健康を保障するために、休日を除き、労働者に1日に8時間、即ち1週間に40時間を超えて労働させることを禁じる制度である。しかし現在は、1日に8時間では体力的、精神的に無理が生じるなどの懸念から、見直しを求める声が多く上がっている。
国際労働機関1号条約は、これを規制するものである。欧州連合労働時間指令では、週の労働時間を残業を含めて48時間以内とするよう規制している（各国で団体協約により除外可能）。

## 歴史
産業革命当時のイギリスでは工場労働が人々の生活を激変させつつあった。平均的な労働時間は1日に10時間から16時間で休日は週に1日のみであった。ロバート・オウエンは1810年に1日10時間労働を訴え、経営していたニュー・ラナークの工場で実践に移した。さらに1817年には1日8時間労働を新たな目標とし、「仕事に8時間を、休息に8時間を、やりたいことに8時間を」（Eight hours labour, Eight hours recreation, Eight hours rest）のスローガンを作り出した。オーウェンらの運動の結果、イギリス政府は1833年に工場法を制定したが、その内容は不十分であり、1847年の改正でようやく若年労働者と女性労働者に対する10時間労働の制限が実現している。フランスの労働者は1848年革命後にようやく1日12時間労働を勝ち取った。初期の労働組合やチャーティズム運動は、労働環境の改善や労働時間短縮を訴えた。
1886年5月1日に、シカゴ、ニューヨーク、ボストンなどアメリカ合衆国全土で、38万人以上の労働者と労働組合が八時間労働制を求めるために、ストライキに立ち上がった。だが、2日後シカゴの機械労働者4人が警察官に射殺され、その1日後、シカゴのヘイマーケット広場で労働者の集会に誰かが爆弾を投げ込んだ。これをきっかけに警察は労働組合メンバー8人を犯人として逮捕し、裁判でうち4名が死刑となった。資本家は労働組合に圧力を加え、孤立させながら、八時間労働制の約束を次々廃棄した（ヘイマーケット事件）。
1890年5月1日、フランス革命百周年の記念日を迎え、フランスを本部とする第二インターナショナルは、アメリカ労働組合の呼びかけに応じて、アメリカ、ヨーロッパ、オーストラリア、ラテンアメリカなど世界各地で一斉に集会やデモをすることを決めた。これ以降、毎年5月1日に世界各国でメーデーが開催されるようになった。「仕事に8時間を、休息に8時間を、おれたちがやりたいことに8時間を!」（「8時間労働の歌」）のスローガンが訴えられた。
1917年、ロシア・ソビエト連邦社会主義共和国は初めて国の法律として八時間労働制を確立した。1919年、国際労働機関（ILO）第1回総会で「1日8時間・週48時間」という労働制度を定め、国際的労働基準として確立した。

### 日本
日本では1908年（明治41年）10月6日、三井三池炭鉱の採炭・運炭作業員に8時間労働、3交代制が導入される例があったが、最初に8時間労働制を就業規則として導入したのは、神戸市の川崎造船所（現・川崎重工業）神戸工場で、松方幸次郎が社長だった1919年のことである。
ILOで1919年に採択された国際労働条約の1号（工業的企業に於ける労働時間を1日8時間かつ1週48時間に制限する条約）は八時間労働に関するものであり、当時の日本政府は賛成する意向を示していたものの夜業の制限などとともに法律で規定されることはなかった。このため、1926年の第8回国際労働会議ではインドの資本家代表が日本の紡績女工を例に挙げ、日本は条約に賛成していながら八時間労働制を実施していないとして激しく批判することもあった（紡績業において当時の日本とインドは競合する関係）。法律として八時間労働が規定されるのは1947年施行の労働基準法の成立を待たねばならなかった。なお、日本政府は2023年現在に至るまで国際労働条約の1号条約を批准していない。
1892年11月22日、内閣閣令で、官庁の執務時間を改定した（4月10日から7月10日まで8時から16時まで、7月11日から9月10日まで8時から12時まで、9月11日から4月9日まで9時から17時まで）。1922年7月4日、官庁の夏期執務時間を8時から15時まで（9月10まで）に改正した（閣令）。1938年7月7日、官庁の夏期半日制廃止を決定した。
社会でも労働時間の関心が高まり、それまで持ち時間が無く数日がかりの対局も行われていた囲碁でも、1922年（大正11年）に設立された裨聖会は八時間労働制を参考に、1日各8時間で二日打切りとし、持ち時間を各16時間とした。

## 国際条約

### 国際労働機関1号条約
国際労働機関（ILO）1号条約は、その正式名称を工業的企業に於ける労働時間を1日8時間かつ1週48時間に制限する条約としており、以下の企業における労働時間を規制している（第1条）。
- 山業、石切業其の他土地より鉱物を採取する事業
- 物品の製造、改造、浄洗、修理、装飾、仕上、販売の為にする仕立、破壊若は解体、材料の変造を為す工業（造船並電気又は各種動力の発生、変更及伝導を含む）
- 建物、鉄道、軌道、港、船渠、棧橋、運河、内地水路、道路、隧道、橋梁、陸橋、下水道、排水道、井、電信電話装置、電気工作物、瓦斯工作物、水道其の他の工作物の建設、改造、保存、修理、変更又は解体及上記の工作物又は建設物の準備又は基礎工事
- 道路、鉄軌道、海又は内地水路に依る旅客又は貨物の運送（船渠、岸壁、波止場又は倉庫に於ける貨物の取扱を含むも人力に依る運送を含まず。）

なお以下の例外条項が存在する（第2条）
- 管理監督者、機密の事務を処理する者は除外される
- 政令または団体協約が存在する場合、週において労働時間が1日あたり8時間未満であった場合には、その分を同じ週の他の日において振替可能。
- シフト勤務の場合、3週以下の期間において、その間の労働時間の平均が1日8時間または1週48時間を超えない範囲において。

### 国際労働機関30号条約
国際労働機関（ILO）30号条約は、その正式名称を商業及び事務所における労働時間の規律に関する条約としており、以下の企業における労働時間を1週48時間かつ1日8時間以内に規制している（第1条）。
- 郵便、電信及電話の業務を含む商業的設備並に他の設備の商業的分科。
- 設備及管理部にして使用せらるる者が主として事務所の事務に従事するもの。
- 商業的且工業的の混合設備、尤も右設備にして工業的設備と看做さるるものを除く。

なお以下の者については、各国で除外規定を設けることができる（第1条2）。
- 家内労働者
- 事務員が公の機関の行政に関連して使用せらるる事務所。
- 管理監督者、機密の事務を処理する者。
- 旅商及代理人、ただしその事務を設備外にて執務する場合。

## 各国の制度

### 中国
中国では中華人民共和国労働法によって規制されている。

第三十六条　国は、労働者の一日の労働時間が8時間を超えず、週の平均労働時間が44時間を超えない労働制度を実施している。
第四十一条　雇用主の生産と経営の需要に基づき、労働組合と労働者との協議を経て、労働時間を延長することができるが、通常は1日1時間を超えないものとする。特別な理由で労働時間を延長する必要がある場合は、労働者の身体的健康を保証するため、延長労働時間は1日3時間を超えず、1か月あたり36時間を超えないものとする。
—s:zh:中华人民共和国劳动法

## 現代社会における弊害
現代社会においては、自宅と職場が離れているケースが多く、近代国家になるほど通勤時間がかかる傾向にある。たとえば首都圏においては、平均通勤時間が５８分、往復で約２時間弱が平均となっている。往復３時間前後を要している労働者もざらにいる（都市部は地価が高額化するため、金銭的事情で郊外の土地を購入せざるを得ず結果的に通勤時間が犠牲となる）。また、現代は社会人として身だしなみを重視されるため、化粧や整髪、髭剃りなど出勤前の身支度にも平均１時間を要すること。また、８時間労働制により１時間の休憩を与える事が義務となっているが、翻ってこの休憩時間も拘束時間の一つと考えると、８時間労働時間以外に、日々少なくとも４時間前後が労働による付加的消費時間となるのも現代における労働環境の弊害といえる。
現代の労働構造上、少なくとも「睡眠８時間、労働８時間、労働付随時間４時間、プライベート４時間」となってしまい、当初に提唱された「睡眠８時間、労働８時間、プライベート８時間」という割り振りは不可能に近い状況になっている。一方で、コロナを契機として、終息後のリモートワークの浸透は当初のワークライフバランスに戻る一つの契機となっている。